# Урсиди
Урсиди су метеорски рој чије је родитељско тело комета 8P/Tuttle. Након ослобађања, метеороидима се у току око 600 година перихел под дејством Јупитера смањује док не почну да секу Земљину орбиту. За исто време, средња аномалија метеороида и матичне комете се раздвоји за 6 година, тако да до појачане активности Урсида долази око 6 година пошто 8P/Tuttle прође кроз перихел. Овакве појачане активности, са ЗХРом преко 50, су се догодиле 22. децембра 1945, 1981. и 1986. године.